# Silly-en-Gouffern
Silly-en-Gouffern és un municipi francès situat al departament de l'Orne i a la regió de Normandia. L'any 2007 tenia 437 habitants.

## Demografia

### Població
El 2007 la població de fet de Silly-en-Gouffern era de 437 persones. Hi havia 181 famílies de les quals 48 eren unipersonals (36 homes vivint sols i 12 dones vivint soles), 69 parelles sense fills, 52 parelles amb fills i 12 famílies monoparentals amb fills.
La població ha evolucionat segons el següent gràfic:
Habitants censats

### Habitatges
El 2007 hi havia 211 habitatges, 181 eren l'habitatge principal de la família, 14 eren segones residències i 16 estaven desocupats. 206 eren cases i 2 eren apartaments. Dels 181 habitatges principals, 149 estaven ocupats pels seus propietaris, 23 estaven llogats i ocupats pels llogaters i 9 estaven cedits a títol gratuït; 2 tenien una cambra, 11 en tenien dues, 17 en tenien tres, 48 en tenien quatre i 103 en tenien cinc o més. 147 habitatges disposaven pel capbaix d'una plaça de pàrquing. A 83 habitatges hi havia un automòbil i a 83 n'hi havia dos o més.

### Piràmide de població
La piràmide de població per edats i sexe el 2009 era:
| Homes | Edats   | Dones |
| ----- | ------- | ----- |
| 0     | 95 o +  | 0     |
| 0     | 90 a 94 | 0     |
| 0     | 85 a 89 | 0     |
| 0     | 80 a 84 | 0     |
| 0     | 75 a 79 | 4     |
| 20    | 70 a 74 | 20    |
| 12    | 65 a 69 | 4     |
| 20    | 60 a 64 | 20    |
| 4     | 55 a 59 | 16    |
| 28    | 50 a 54 | 20    |
| 40    | 45 a 49 | 32    |
| 16    | 40 a 44 | 16    |
| 8     | 35 a 39 | 12    |
| 8     | 30 a 34 | 8     |
| 8     | 25 a 29 | 4     |
| 24    | 20 a 24 | 16    |
| 28    | 15 a 19 | 24    |
| 16    | 10 a 14 | 20    |
| 4     | 5 a 9   | 8     |
| 8     | 0 a 4   | 0     |

## Economia
El 2007 la població en edat de treballar era de 283 persones, 210 eren actives i 73 eren inactives. De les 210 persones actives 191 estaven ocupades (108 homes i 83 dones) i 19 estaven aturades (8 homes i 11 dones). De les 73 persones inactives 34 estaven jubilades, 19 estaven estudiant i 20 estaven classificades com a «altres inactius».

### Ingressos
El 2009 a Silly-en-Gouffern hi havia 177 unitats fiscals que integraven 412 persones, la mediana anual d'ingressos fiscals per persona era de 18.141 €.

### Activitats econòmiques
Dels 17 establiments que hi havia el 2007, 1 era d'una empresa extractiva, 2 d'empreses de construcció, 6 d'empreses de comerç i reparació d'automòbils, 1 d'una empresa de transport, 2 d'empreses d'hostatgeria i restauració, 2 d'empreses financeres, 1 d'una empresa de serveis, 1 d'una entitat de l'administració pública i 1 d'una empresa classificada com a «altres activitats de serveis».
L'únic servei als particulars que hi havia el 2009 era una fusteria.
L'any 2000 a Silly-en-Gouffern hi havia 16 explotacions agrícoles que ocupaven un total de 747 hectàrees.

## Equipaments sanitaris i escolars
El 2009 hi havia una escola elemental integrada dins d'un grup escolar amb les comunes properes formant una escola dispersa.

## Poblacions més properes
El següent diagrama mostra les poblacions més properes.